# Maverick Mom
Maverick Mom（メイブリック マム）は石川県を拠点に活動する4ピースロックバンド。

## 概要
バンド名であるMaverick Momとは 「一匹狼」「異端児」を意味するMaverickと「瞬間」を意味するMom（＝Moment）を組み合わせた造語である。

## メンバー
南出 大史（みなみで だいし）
2004年5月25日（21歳）。ボーカル、ギターを担当。力強くも繊細な歌声でファンを魅了する。
中野 武瑠（なかの たける）
2004年5月17日（21歳）。ギターを担当。一見荒々しくも、一つ一つの音を丁寧に紡ぐギタリスト。
タイゾー（たいぞー）
2004年4月29日（21歳）。ベースを担当。激渋フェイスで奏でる低音はファンの心を鷲掴みに。
ON（おん）
2005年2月9日（20歳）。ドラムス、コーラスを担当。愛くるしい容姿とは裏腹に巧妙なドラムとボーカルに引けを取らない美しいコーラス。

## 略歴
2022年
- 4月2日 Maverick Mom結成
- 8月9日 ROCK IN JAPAN FESTIVAL 2022の出場をかけた全国高校生アマチュアバンド選手権（国営ひたち海浜公園）で優勝
- 8月11日 ROCK IN JAPAN FESTIVAL 2022でオープニングアクトを務める
- 12月23日 1st mini album 『ENERGY』を発売

2023年
- 3月4日 地元石川県の松任文化会館ピーノで行われた自身初のホールワンマンライブにて、1,100人を超える動員を記録
- 3月18日 幕張メッセ9-11国際展示場ホールにて行われたLIVE the SPEEDSTARでオープニングアクトを務める。
- 6月4日 百万石音楽祭〜ミリオンロックフェスティバル〜でオープニングアクトを務める。
- 11月15日 2nd mini album 『unknown』を発売
- 12月23日 ワンマンライブ『セカンド・ファンファーレ』地元金沢AZで開催